# Geografía de Washington D. C.

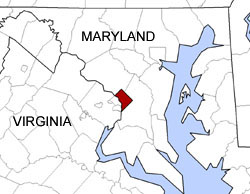
Mapa que muestra la ubicación de Washington D. C. respecto a los estados que lo rodean, Maryland y Virginia.

Washington D. C. se encuentra en 38°53′42″N 77°02′11″O / 38.89500, -77.03639 (las coordenadas de la Zero Milestone, en el parque de The Ellipse).
Según la Oficina del Censo de los Estados Unidos, la ciudad tiene un área total de 177 km² (68.3 mi²). De ellos, 159.0 km² (61.4 mi²) son tierra y 18.0 km² (6.9 mi²) son agua. El área total ocupada por el agua es de 10.16%.
Washington está rodeado por los estados de Virginia en el lado sudoeste y por Maryland por el sureste, noreste y noroeste. El Distrito de Columbia (donde se encuentra Washington) interrumpe la frontera entre Virginia y Maryland, que está formada la orilla sur por el cauce del río Potomac. La parte del río Potomac que pasa por Washington está completamente dentro del territorio del Distrito de Columbia, ya que el Distrito llega hasta la orilla sur del río. La ciudad alberga la histórica ciudad federal, territorio que fue parte de los dos estados adyacentes antes de que lo cediesen para la creación de la capital de la nación. La porción de tierra que Virginia cedió le fue devuelta por el Congreso en 1847, por lo que queda del Distrito de Columbia fue en su tiempo de Maryland.

## Geografía física

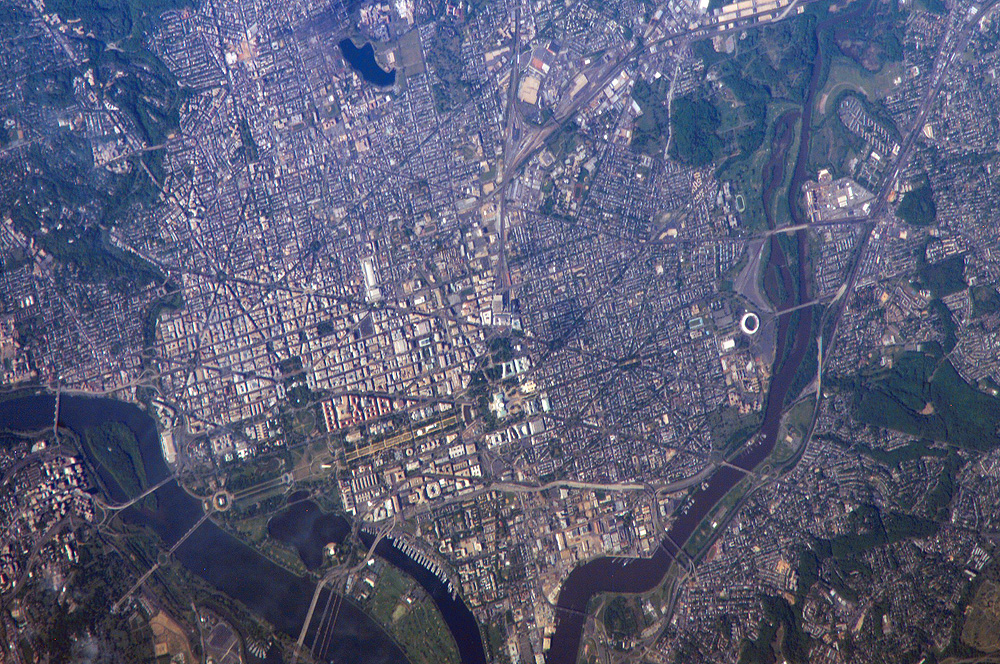
Washington D. C. desde el espacio.

La geografía física del Distrito de Columbia es muy similar a la geografía física de Maryland. El Distrito tiene 3 grandes cuerpos naturales de agua: el río Potomac y sus dos afluentes, el río Anacostia y el arroyo Rock. El Distrito también tiene el Canal de Washington, que fluye hasta la unión de los ríos Anacostia y Potomac. También hay tres embalses de agua hechos por el hombre: embalse Dalecarlia que cruza la frontera noroeste del Distrito desde Maryland, el embalse McMillan cerca de la Universidad Howard y el embalse Georgetown en Georgetown. Una cuarta reserva de agua más pequeña está en Fort Reno Park en el barrio de Tenleytown.
El punto más alto del Distrito de Columbia está a 125 metros (410 pies) sobre el nivel del mar en Fort Reno en Tenleytown. El punto más bajo es el nivel del mar, que se alcanza a orillas de todo el río Anacostia y en toda la orilla del Potomac menos en su parte alta, en la zona del puente de Litlle Fall-Chain. La altitud de la Cuenca Tidal subió 3 metros (11 pies) durante el huracán Isabel el 18 de septiembre de 2003. El centro geográfico del Distrito de Columbia se encuentra cerca de la calle 4ª con la calle L y la avenida de Nueva York en el cuadrante noroeste, y no debajo de la cúpula del Capitolio como se dice a veces.
Los accidentes geográficos de Washington D. C. incluyen la isla Theodore Roosevelt, la isla Columbia, las Tres Hermanas y el Hains Point.
Algunas áreas, especialmente alrededor del National Mall y partes de Foggy Bottom fueron zonas pantanosas del río.

## Trazado de la ciudad

Plan de L'Enfant

Washington D. C. fue creada para servir como capital de la nación desde su concepción. El trazado original de las calles fue diseñado por Pierre Charles L'Enfant cuando la ciudad se fundó.

## Perfil bajo
Para preservar la grandiosidad del National Mall, la Casa Blanca, el Capitolio, y otros edificios característicos la ciudad entero está sujeta a límites estrictos de altura. Estos límites se pusieron como previsión de los avances de las estructuras de acero y sus rascacielos. En 1899 el Congreso aprobó un límite de altura para el Distrito que prohibía que los edificios privados fuesen más altos que el Capitolio, que alcanza una altura de 288 pies (88 metros) sobre la colina de Capitol Hill en la cresta de la Estatua de la Libertad.
Una nueva ley revisada de 1910 suprimió esta altura máxima fijada. La nueva legislación, todavía en efecto, estipula que ningún edificio puede ser 20 pies (6 metros) más alto que la anchura de la calle en la que se encuentra. Así, Washington tiene un perfil relativamente modesto en comparación con otras grandes ciudades estadounidenses. Sin embargo, el Distrito se encuentra rodeado por grandes edificios en muchas de las localidades cercanas, como Arlington, Virginia y Bethesda, Maryland.

## Barrios
El Distrito de Columbia se divide en 8 circunscripciones (en inglés wards) y 37 Comisiones Asesoras de Vecinos (en inglés Advisory Neighborhood Commission). En total hay un total de 127 barrios con nombre. Las Comisiones de Vecinos sirven para asesorar al gobierno de la ciudad sobre los problemas de los barrios. El gobierno de la ciudad debe por ley dar importante a sus opiniones, aunque lo que esto significa depende del gobierno.
Según el Censo de 2000, la población negra es mayoritaria en los cuadrantes noreste, sudeste (excepto en Capitol Hill), sudoeste y en las partes del cuadrante noroeste que están al este de la calle 14. Los hispanos se encuentran concentrados en los barrios Columbia Heights y Mount Pleasant del noroeste. Los asiáticos predominan en el pequeño barrio de Chinatown. Sin embargo desde el año 2000 la demografía de muchos barrios ha cambiado completamente.

## Historia
La elección del sitio exacto en el río Potomac fue hecha por el primer presidente, George Washington. Eligió un área cuadrada de 10 millas de lado (16 kilómetros) que incluía los pueblos ya existentes de Georgetown, Alexandria y Hamburgh en la zona de Foggy Bottom. Así una nueva ciudad se planeó sobre un área sin desarrollar y que con el tiempo se llamaría Washington City. El resto del terreno se llamó Condado de Washington D. C. (en el lado de Maryland del río Potomac) y Condado de Arlington en el lado de Virginia.
El terreno que una vez perteneció a Virginia que devuelto a este estado en 1846. Esas tierras son lo que hoy se conoce como Condado de Arlington y el casco antiguo de Alexandria, Virginia, los cuales se consideran como suburbios de Washington. De hecho, el Cementerio de Arlington y el complejo de El Pentágono se encuentran en Arlington aunque están estrechamente ligados al gobierno federal de Washington. Entre 1790 y 1846, Alexandria se conocía como "Alexandria, D.C."
El barrio de Georgetown era en un principio de Maryland y fue la única población significante que pasó a formar parte del Distrito de Columbia. Georgetown pasó a ser parte del Distrito en 1790 cuando la Ciudad Federal se creó, pero Georgetown permaneció como una ciudad independiente, llamada "Georgetown, D.C.", hasta 1871, cuando se juntó como Washington City y el Condado de Washington para completar Washington y hacer que esta ciudad ocupase el mismo terreno del Distrito de Columbia.
El centro monumental de la ciudad lo componen el National Mall, el Monumento a Washington, el Monumento a Lincoln, y los museos, edificios federales y monumentos de la zona. Esta distribución sigue las propuestas de la Comisión McMillan de 1901.